# Parafia Wniebowzięcia Najświętszej Maryi Panny w Jemielnicy
Parafia Wniebowzięcia Najświętszej Maryi Panny w Jemielnicy – rzymskokatolicka parafia dekanatu Strzelce Opolskie diecezji opolskiej.
Parafia została utworzona w 1285. Mieści się przy ulicy Wiejskiej. Prowadzą ją księża diecezjalni.